# HMT Islay
HMT Islay (T172) fue un arrastrero armado de la clase Isles de la Marina Real Británica en la Segunda Guerra Mundial.
El 28 de junio de 1942, el Islay recogió a 19 supervivientes del vapor mercante británico Zealand, que había sido alcanzado por dos torpedos del submarino alemán U-97 en el mar Mediterráneo, al suroeste de Haifa, y se había hundido con la pérdida de 14 tripulantes y oficiales.
El 10 de agosto de 1942, Islay hundió el submarino italiano Scirè en la bahía de Haifa mientras estaba bajo el mando del teniente comandante John Ross de North Shields, quien recibió la Cruz de Servicio Distinguido por sus acciones. Scirè llevaba 11 comandos Decima Flottiglia MAS, que tenían la intención de atacar barcos en el puerto de Haifa con torpedos humanos. Aviones de la Real Fuerza Aérea británica y artillería costera también estuvieron involucrados en el hundimiento, que había sido facilitado por la inteligencia Ultra. Scirè había lanzado previamente ataques con torpedos humanos contra unidades navales británicas en Gibraltar y Alejandría, Egipto.

## Hundimiento
En octubre de 1946, el barco se vendió para prestar servicio comercial. Operando bajo bandera francesa como Sainte Anne, desapareció sin dejar rastro en el mar Mediterráneo tras una última comunicación cerca de las Islas Baleares el 15 de marzo de 1950.